# Jiu Jitsu

Die Kanji Jū (Jiu) und Jutsu (Jitsu) (von oben nach unten gelesen)

Jiu Jitsu (jap. 柔術, Jūjutsuⓘ /⁠(d)ʑɯː(d)ʑɯt͡sɯ⁠/; „Die sanfte Technik / Die nachgebende Kunst“; Schreibweise lt. Duden: Jiu-Jitsu, schweizerisch: Ju-Jitsu) ist eine von den japanischen Samurai stammende Kampfkunst der waffenlosen Selbstverteidigung. Jiu Jitsu soll ein breites Spektrum von Möglichkeiten zur Selbstverteidigung und – unter anderem durch Stärkung des Charakters und Selbstbewusstseins – auch zur friedlichen Lösung von Konflikten bieten.
Ziel des Jiu Jitsu ist es, einen Angreifer – ungeachtet dessen, ob er bewaffnet ist oder nicht – möglichst effizient unschädlich zu machen. Dies kann durch Schlag-, Tritt-, Stoß-, Wurf-, Hebel- und Würgetechniken geschehen, indem der Angreifer unter Kontrolle gebracht oder kampfunfähig gemacht wird. Dabei soll beim Jiu Jitsu nicht Kraft gegen Kraft aufgewendet werden, sondern – nach dem Prinzip „Siegen durch Nachgeben“ – so viel wie möglich der Kraft des Angreifers gegen ihn selbst verwendet werden.

## Jiu Jitsu als moderne Kampfkunst
Im Westen (Großbritannien, USA und Deutschland) entwickelte sich Anfang des 20. Jahrhunderts aus Judo, westlichem Ringen und Boxen eine neue Selbstverteidigungsart, die als Jiu Jitsu bekannt wurde. Die ersten japanischen Lehrer bezeichneten ihre Techniken als Kano Jiu Jitsu, die damals gängige Bezeichnung für Judo. In den 1970er-Jahren kamen Elemente aus dem Karate, in den 1990er-Jahren aus anderen Kampfstilen wie Wing Chun etc. hinzu. Wenn heute von Jiu Jitsu als Kampfkunst gesprochen wird, ist in der Regel dieser moderne westliche Stil gemeint und nicht das traditionelle Jiu Jitsu aus Japan.

## Name und Schreibweise
Jiu Jitsu wird in Japan mit Kanji, also chinesischen Schriftzeichen, als 柔術 geschrieben. Das erste Zeichen 柔 bedeutet „weich, sanft, flexibel, nachgiebig“, das zweite Zeichen 術 so viel wie „Technik, Kunst, Methode, Fertigkeit“. Gemeint ist, dass man sich nicht auf rohe, direkt eingesetzte Kraft verlässt, sondern seine Strategie und Techniken fließend an den Gegner anpasst.
Westliche Texte verwenden vielerlei Transkriptionen. Im international genutzten Hepburn-System schreibt man Jūjutsu. Daneben hat sich die Form Jiu Jitsu gehalten. Wohl um die Aussprache leichter verständlich zu machen, findet man in älteren deutschen Texten zuweilen die Variante Dschiu Dschitsu.
Zwar sind die japanischen Kampfkünste ziemlich alt, doch das sinojapanische Wort jūjutsu lässt sich in Japan erst in Texten der Edo-Zeit belegen. Im frühneuzeitlichen Schrifttum findet man im Umfeld der harten Kampfformen weitere Namen wie Yawara (柔ら / 軟ら / 和ら) oder Yawarajutsu (和術), Taijutsu (体術, Kyūjitai 體術), Kempō (拳法), Hakuda (白打), Kogusoku (小具足), Koshimawari (腰廻), Kumiuchi (組討, 組打), Torite (捕手, 取手) oder Shubaku (手拍, 手縛).

## Techniken

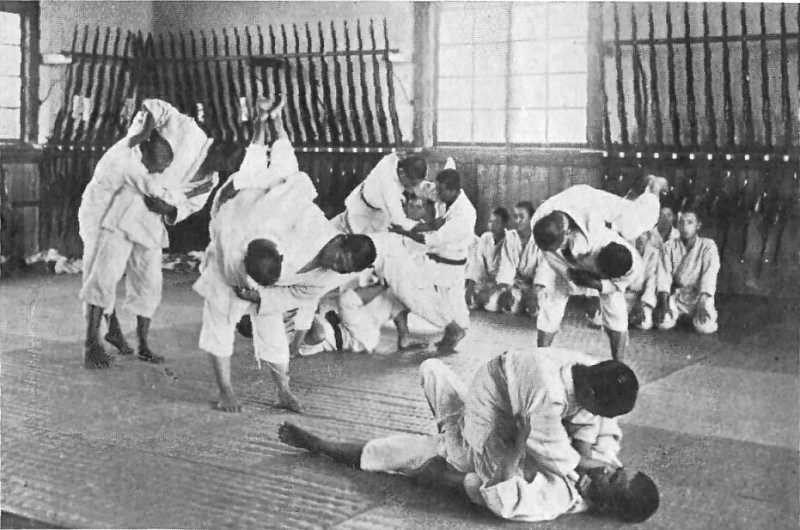
Judo-Training in einer Landwirtschaftsschule in Japan, um 1920

Die geistig-philosophische Seite, beispielsweise der Verhaltenskodex Bushidō, ist genau so Teil des Jiu Jitsu wie die verschiedenen (Kampf-)Techniken. Ebenso gehen traditionelle Elemente wie die Verbeugung am Anfang und das Üben der Kata Hand in Hand mit neueren Elementen wie den Gürtelgraden (Kyū, Dan) und Wettkämpfen. Einige Schulen lehnen Wettkämpfe ab, da dafür eine starke Einschränkung der Möglichkeiten des Jiu Jitsu notwendig ist, um Verletzungen im Wettkampf zu vermeiden.
Innerhalb des Systems Jiu Jitsu erlernt ein Schüler zunächst die Grundschule (japanisch 基本 Kihon, „Basis“), bestehend aus Schlag-, Stoß-, Tritt- und Beintechniken, sowie die Fallschule (受け身 Ukemi, „Falltechnik“) als Voraussetzung für ein verletzungsarmes Training. Weiter werden die Anwendung von Würfen, Hebeln und Haltetechniken sowie waffenlose Verteidigungstechniken gegen Angriffe auf die eigene Person und auch gegen Dritte (beispielsweise gegen Würgen, Handgelenk- und Kragenfassen, Schlag-, Tritt- und Waffenangriffe) und Bodenkampf unterrichtet. Auch die allgemeine Fitness wird durch intensives Konditionstraining am Anfang einer jeden Trainingseinheit gefördert.

## Geschichte

### Entstehung in Japan

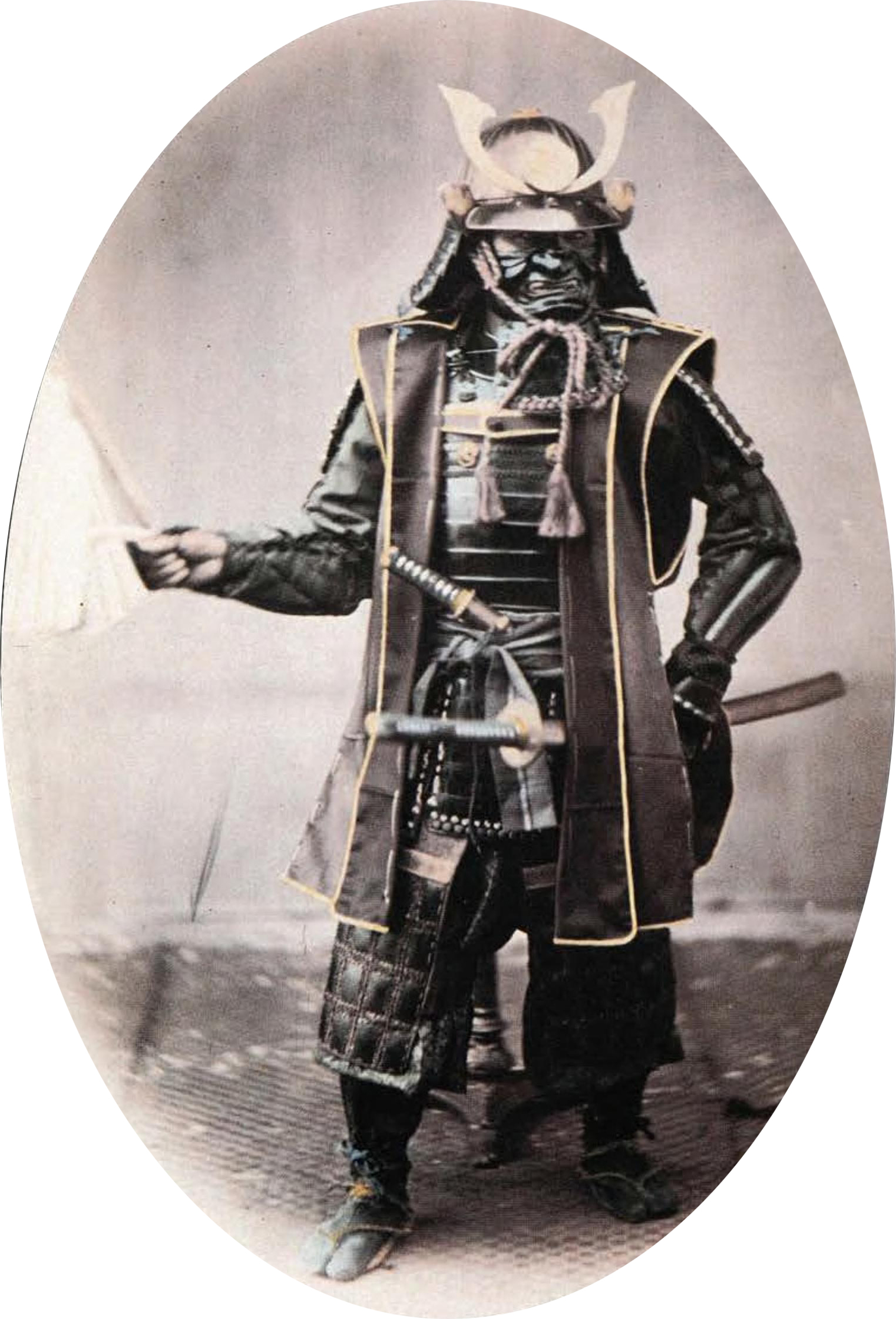
Ein Samurai in voller Bewaffnung (1860)

Wie bei vielen der asiatischen Kampfkünste ist die Herkunft des Jiu Jitsu kaum mehr eindeutig feststellbar. Die in den diversen Schulen überlieferten Handschriften tendieren dazu, die Unterschiede zu anderen Schulen zu überzeichnen und der eigenen Schulrichtung ein möglichst hohes Alter zu verleihen. Druckwerke, durch die das jeweilige Wissen öffentlich wurde, entstanden erst spät.
In einem der Entstehungsmythen wird das Grundprinzip des Jiu Jitsu „Nachgeben, um zu siegen“ besonders deutlich. Darin heißt es, dass Akiyama Shirobei Yoshitoki (ein im 16. Jahrhundert in Nagasaki lebender Arzt) auf seiner Studienreise durch China in Klöstern neben medizinischem Wissen auch Unterricht im waffenlosen Nahkampf (chinesisch 白打, Pinyin báidǎ, jap. Hakuda) erhielt. Dabei stellte er die körperliche Stärke als Voraussetzung zur Ausführung der Techniken fest. Zurück in Japan, unterrichtete Akiyama das aus China mitgebrachte Hakuda, doch viele seiner Schüler wandten sich von diesem kraftbetonten System ab. Eines Winters beobachtete Akiyama, wie die massiven, jedoch starren Äste einer Kiefer unter der Last herunterkommender Schneemassen brachen, während sich die dünnen Äste einer danebenstehenden Weide unter der Last des Schnees so lange herunterbogen, bis der Schnee abglitt, um sich dann unversehrt wieder aufzurichten. Inspiriert von dieser Beobachtung, gründete er die erste Schule der „Kunst der Nachgiebigkeit“ und nannte sie Yoshin-Ryū (Weiden-Schule).
Die Ausbreitung des Jiu-Jitsu erfolgte vor allem im 17. Jahrhundert. 1659 soll ein Mönch namens Chen Juan Bin drei Samurai in die Technik des waffenlosen Kampfes eingewiesen haben. Fukuno Ryu, Miura Ryu und Isogai Ryu, so die Namen der drei Samurai, begannen dann jeweils eigene Schulen aufzubauen und es entwickelte sich im Laufe der Jahre ein System mehrerer Schulen, die zum Teil zusammenarbeiteten, aber auch konkurrierten. Einige Schulen pflegten aber auch weiterhin den bewaffneten Kampf. Ungefähr zu dieser Zeit soll sich der Name Jiu-Jitsu etabliert haben.
Die weitere Entwicklung ist eng mit Kanō Jigorō verbunden, der im 19. Jahrhundert die verschiedenen Jiu-Jitsu-Stile zu vereinigen versuchte und dadurch das Kōdōkan-Judo entwickelte. Über Japans Öffnung zum Weltmarkt hin breiteten sich beide Stile auch im Westen aus.

### Entwicklung in Deutschland
Die Geschichte des Jiu Jitsu in Deutschland ist zum einen eng mit dem Namen Erich Rahn (1885–1973), zum anderen eng mit der Geschichte des Kōdōkan-Judo verbunden. Rahn, der aus einer angesehenen Berliner Kaufmannsfamilie stammte, war durch die bis nach Asien reichenden Beziehungen seines Vaters schon als Kind mit Japanern in Kontakt gekommen, von denen er ein wenig Jiu Jitsu lernte. Im Zirkus Schumann in Berlin sah Rahn den Jiu-Jitsu-Meister Katsukuma Higashi, der einen scheinbar überlegenen Mann durch Jiu-Jitsu-Techniken zu Boden brachte. Rahn wurde Higashis Schüler und eröffnete noch im selben Jahr (1906) im Alter von 21 Jahren in einem Hinterzimmer einer Kneipe in Berlin-Mitte die erste deutsche Jiu-Jitsu-Schule. Dabei stand für ihn die Selbstverteidigung im Vordergrund, die hinter dem Budō stehende Philosophie spielte kaum eine Rolle. Mit der „Verwestlichung“ fanden auch immer mehr Ringergriffe, Boxschläge und Kraftanwendung Eingang in das Jiu Jitsu.
Katsukuma Higashi, der von 1906 bis 1912 in Berlin gelebt hat und dort vermutlich eine Jiu-Jitsu-Schule betrieb, wird von Rahn als sein Hauptlehrer bezeichnet. Higashi hatte als Kind im Schulsport der Doshisha-Chugakkō-Mittelschule in Kyoto unter dem Lehrer Masamichi Takahashi Jiu-Jitsu-Unterricht gehabt. Zudem gibt es laut Higashi selbst eine offiziell unbestätigte Verbindung zum „Tsutsumi-Hozan-Ryu Jiu Jitsu“ nach Tsutsumi Masao, den Higashi als Co-Autor für sein Buch „Die Selbstverteidigung (Jiu Jitsu)“ angibt. Higashi behauptet zudem, unter Kumon Hoshino „Shiten-Ryu Jiu Jitsu“ erlernt zu haben. Das geht aus Higashis Büchern hervor. Hoshino soll auch Jigoro Kano dabei geholfen haben, die Techniken der Shiten Ryu in das heutige Kodokan-Judo zu integrieren.
Durch Vorführungen und Kämpfe wurde die Polizei auf Rahn aufmerksam und am 30. Juni 1910 führte Rahn im Königlichen Polizeipräsidium das Jiu Jitsu vor. Daraufhin wurde ihm die Durchführung der neu angeordneten Jiu Jitsu-Ausbildung der Berliner Kriminalpolizei und später auch der Schutzpolizei übertragen. 1913 folgte der Lehrauftrag für Jiu Jitsu an der Militärturnanstalt Berlin.
Zur Zeit des Ersten Weltkriegs (1914–1918) ruhte die Entwicklung des Jiu Jitsu in Deutschland und wurde erst 1919 wieder aufgenommen. 1920 gründete er in Berlin-Schöneberg den „Ersten Berlin-Jiu-Jitsu-Club“ und 1922 den „Zentralverband der deutschen Jiu-Jitsu-Kämpfer“. Während der 1920er-Jahre gab Rahn wiederholt Vorführungen in Varietés und Zirkussen in ganz Deutschland, bei denen er gegen berühmte Ringer und Boxer kämpfte und Herausforderungen von jedermann annahm. Von diesen öffentlichen Kämpfen zog sich Rahn 1925 im Alter von 40 Jahren unbesiegt zurück.
In Deutschland wurde das Jiu Jitsu bald auch zum Wettkampfsport. So fand 1922 im Berliner Sportpalast in Berlin-Schöneberg die erste deutsche Jiu Jitsu-Meisterschaft statt, bei der Rahn gegen Hans Reuter (München) gewann.

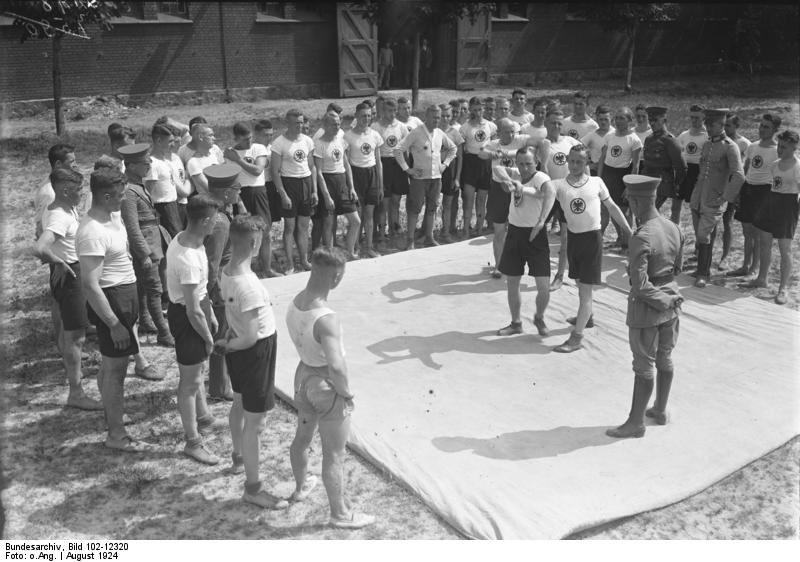
Jiu Jitsu-Unterricht für Anwärter der preußischen Schutzpolizei an der Polizeischule in Brandenburg (August 1924)

In dieser Zeit wurden auch die ersten Jiu-Jitsu-Clubs eröffnet. Alfred Rhode, ein Schüler Rahns und später „Vater des deutschen Judo“, wurde im August 1921 als Polizeisportlehrer in Berlin zur Schutzpolizei in Frankfurt am Main versetzt, mit der Aufgabe, dort das Jiu Jitsu einzuführen und zu verbreiten. Am 10. Oktober 1922 gründete Rhode in der Hauptwache in Frankfurt am Main den „Ersten deutschen Jiu-Jitsu-Club e. V.“ mit, der dann später in „1. deutscher Judo-Club e. V.“ umbenannt wurde. Ebenfalls 1922 gründete Otto Schmelzeisen, der erstmals 1920 durch seinen Beruf als Polizeibeamter im Rahmen eines Beamtenausbildungslehrgangs mit Jiu Jitsu in Berührung gekommen war, in Wiesbaden einen Jiu-Jitsu-Club, der 1950 in „Judo-Club Wiesbaden 1922 e. V.“ umbenannt wurde. Weitere Vereinsgründungen erfolgten 1922 unter anderem durch Max Hoppe in Berlin und August „Ago“ Glucker in Stuttgart.
1923 wurde von Erich Rahn der „Reichsverband für Jiu Jitsu“ – der heutige Deutscher Jiu-Jitsu-Ring Erich Rahn e. V. – gegründet, dessen erster Vorsitzender Walter Strehlow wurde. 1926 fand in Köln die erste deutsche Einzelmeisterschaft im Jiu Jitsu statt. 1929 fanden im Frankfurter Palmengarten zwischen dem Budokwai London und dem Ersten Deutschen Jiu-Jitsu-Club e. V. Frankfurt am Main die ersten internationalen Judo-Wettkämpfe statt. Bei den Regelabsprachen zwischen Meister Gunji Koizumi und Marcus Kaye für London und Alfred Rhode, Edgar Schäfer und Philip Breitstadt für Frankfurt wurde deutlich, dass sich das Jiu Jitsu nicht gut für einen direkten Vergleichswettkampf eignet, da es hauptsächlich auf Selbstverteidigung ausgerichtet ist.

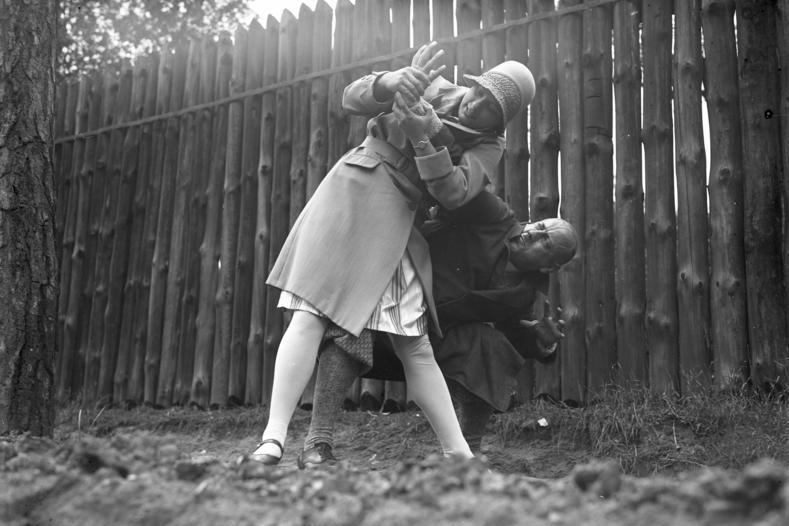
Übung mit Jiu Jitsu-Griff (Waki-gatame) zum Schutz vor Überfällen 1931

Obwohl 1930 in Deutschland bereits 110 Jiu-Jitsu-Vereine registriert waren, ging die Tendenz nun vom Jiu Jitsu zum von Kano entwickelten Judo hin. 1933 gründete Alfred Rhode die Europäische Judo-Union (EJU), wodurch Jiu Jitsu und Judo erstmals organisatorisch voneinander getrennt wurden. Die Selbstverteidigung aus J. Kanos System behielt den Namen Jiu Jitsu, während der wettkampfsportliche Teil den Namen Judo bekam. Noch im selben Jahr kam Kano nach Deutschland und hielt mit seinen Schülern Dr. Takasaki, Kotani und Dr. Kitabatake vom 11. bis 22. Juli in der Berliner Universität und vom 11. bis 18. September in München zwei Lehrgänge ab. Nach einem Gespräch zwischen Kano und dem damaligen Reichssportführer wurde die Bezeichnung „Judo“ amtlich in ganz Deutschland eingeführt.
Ideologisch stand Jiu Jitsu im Dritten Reich zwischen zwei Lagern. Auf der einen Seite hatte sich diese Kampfkunst bereits in weiten Teilen etabliert, wurde von Hitler in Mein Kampf positiv beschrieben und daher auch für den Wehrsport-Gedanken instrumentalisiert. Auf der anderen Seite galt Jiu Jitsu als artfremd, da es aus Japan stammte. In einigen Jiu Jitsu-Publikationen der NS-Zeit rechtfertigten Lehrer ihre Kunst daher damit, dass es auch in Deutschland zur Zeit des Mittelalters ähnliche Kampfkünste gegeben habe; und Erich Rahn selbst behauptete, ein System geschaffen zu haben, das an die deutsche Art angepasst sei.
Von 1939 bis 1945 fand kriegsbedingt keine Weiterentwicklung des Kampfsports statt. Nach dem Ende des Zweiten Weltkriegs wurden durch die Direktive Nr. 23 bezüglich der Beschränkung und Entmilitarisierung des Sportwesens in Deutschland des Kontrollratsgesetzes unter anderem auch Jiu Jitsu und Judo von den Alliierten sowohl in Deutschland als auch in Japan verboten. Erst nach langen Verhandlungen wurde 1949 die Direktive Nr. 23 nach und nach in allen Besatzungszonen aufgehoben und zuerst das Training des Judo und später auch des Jiu Jitsu wieder freigegeben. Im Alter von 65 Jahren eröffnete Erich Rahn 1950 seine Schule in Berlin-Schöneberg wieder, die 1944 zerbombt worden war.
Am 20. September 1952 wurde in Stuttgart das Deutsche Dan-Kollegium (DDK) gegründet, und der erste Präsident wurde im Alter von 56 Jahren Alfred Rhode. Am 8. August 1953 wurde in Hamburg der Deutsche Judo-Bund (DJB) gegründet und drei Jahre später vom Deutschen Sportbund (DSB) als Mitglied anerkannt. 1957 wurde auf dem Verbandstag beschlossen, dass das Prüf- und Lehrwesen beim DDK bleiben solle, während der DJB die übrigen Aufgaben übernehmen solle.
Am 1. Mai 1972, dem 87. Geburtstag Erich Rahns, ernannte dieser Ditmar Gdanietz, der 1957 seiner Schule beigetreten war, zu seinem Nachfolger. Gdanietz war schon 1966 Cheftrainer des Deutschen Jiu-Jitsu-Ring Erich Rahn e. V. (DJJR) geworden, eines Verbandes, der aus einer lockeren Zusammenfassung der Schüler und Fernschüler Rahns entstanden war. Erich Rahn starb am 5. Juli 1973.

Emblem Deutscher Jiu Jitsu-Bund e. V. (DJJB)

Im Januar 1975 wurde – unter der Führung von Hans-Gert Niederstein (Hanshi, 10. Dan Jiu Jitsu und 2. Dan Judo) – durch die Mitglieder der Korporation Internationaler Danträger e. V. (KID) der Deutsche Jiu Jitsu-Bund e. V. (DJJB) als Dachorganisation für alle Landesverbände und ihre Vereine und Schulen in Deutschland gegründet. Der DJJB hat sich die Verbreitung und Pflege des Jiu Jitsu zum Ziel gesetzt und hat als Mitgliedsverbände fünf Landesverbände. Hans-Gert Niederstein wurde der erste Präsident des DJJB. Nach dem Tod des Großmeisters Niederstein im Jahre 1985 wurde Dieter Lösgen (Hanshi, 10. Dan Jiu Jitsu und 1. Dan Judo) sein Nachfolger und war Präsident des DJJB und der KID.
Noch bis in die 1970er-Jahre war die Jiu-Jitsu-Selbstverteidigung im Prüfungsprogramm des DJB verankert. Am Ende der 1980er-Jahre gründete der DJB – wegen der Beliebtheit und des Werts des Jiu Jitsu – die Bundesgruppe für „Jiu Jitsu im DJB“. Diese wurde 1993 wieder aufgelöst, weil sich der DJB entschlossen hatte, außer Judo keine weiteren Budo-Disziplinen zu betreiben. Dennoch erteilte der DJB der Bundesgruppe keine Zustimmung für eine auf Bundes- und Landesebene anerkannte, vollwertige und eigenständige Sektion Jiu Jitsu. Daher wurde – um trotzdem fachliche Autonomie zu gewährleisten und Lehre und Technik des Jiu Jitsu von fachfremden Einflüssen fernzuhalten – durch Mitglieder der Arbeitsgruppe „Jiu Jitsu im DJB“ 1982 in Malente, Schleswig-Holstein, die Deutsche Jiu-Jitsu-Union e. V. (DJJU) gegründet. Die DJJU ist ein Verband von Landesorganisationen im Sinne des Deutschen Sportbundes (DSB). Ihr Ziel ist die Einheit aller Jiu Jitsuka und die Gleichberechtigung des Jiu Jitsu in einer vereinten Budo-Landschaft. Mit elf Landesverbänden ist die DJJU ein führender Fachverband für Jiu Jitsu in Deutschland.
Mit dem Ausscheiden der Bundesgruppe für „Jiu Jitsu im DJB“ 1993 wurde die Gründung neuer Jiu-Jitsu-Verbände initiiert. Einer dieser Verbände, der Kodokan Jiu Jitsu-Verband e. V. (KJJV), wurde 1993 in Marl gegründet. Der Präsident ist Klaus Möwius – ein ehemaliger Schüler von H.-G. Niederstein (Gründer Deutscher Jiu Jitsu-Bund) und ehemaliger Lehrer von Jochen Kohnert (10. Dan Jiu Jitsu, 5. Dan Judo) und anderen namhaften Meistern.

## Jiu Jitsu als Basis weiterer Kampfkünste
Aus den klassischen japanischen Samurai-Kampfkünsten entwickelten sich im Laufe der Zeit weitere Kampfkünste. Viele moderne Systeme basieren auf den Elementen der Jiu-Jitsu-Stile:
- Judo ist ein wurflastiger Stil des Jiu Jitsu, der Mitte des 19. Jh. entstand. Kanō Jigorō entwickelte Judo als attraktive Kampfkunst für die moderne japanische Gesellschaft sowie als Nahkampfsystem für die Tokioter Polizei. Dabei handelt es sich um ein Extrakt aus den Jiu-Jitsu-Elementen der Kitō Ryū, welches sich vornehmlich aus Wurf-, Würge-, Hebel- und Haltetechniken zusammensetzt. In Europa herrscht das Wettkampf-Judo vor, im traditionellen Judo von Kano hingegen gibt es weiterhin Schlag-, Stoß- und Tritttechniken, außerdem wird Wert auf eine Ausbildung im Kuatsu (Kunst der Wiederbelebung) gelegt.
- Beim Aikidō stehen ausladende, runde Bewegungen und Hebeltechniken im Vordergrund. Ueshiba Morihei entwickelte es vor allem aus dem Daitō-ryū Aiki-jūjutsu, das ihm von Sōkaku Takeda vermittelt wurde. Aikidō betont das Aufnehmen und Umkehren des Angriffs sehr stark.
- Einige Karate-Stile wurden stark durch Jiu-Jitsu-Prinzipien (z. B. Wadō-Ryū durch das Shindo Yoshin Ryū) oder durch Kung Fu beeinflusst und sind technisch durch Schlag-, Stoß-, Tritt- und Blocktechniken sowie Fußfeger charakterisiert. Sie beinhalten auch Würfe, Hebel, Bodenkampftechniken und Angriffe auf Nervendruckpunkte.
- Deutsches Ju-Jutsu ist ein junges, aus traditionellem Judo und vielen anderen Einflüssen zusammengesetztes System, das in Deutschland entwickelt wurde. Zur Abgrenzung vom Jiu Jitsu wird eine andere Transkription für dieselben Kanji benutzt.
- Brazilian Jiu-Jitsu ist eine aus Brasilien stammende, auf Judo basierende Kampfsportart, mit Fokus auf den Bodenkampf.
- Krav Maga kombiniert modernes Jiu Jitsu mit Boxen.

## Kleidung

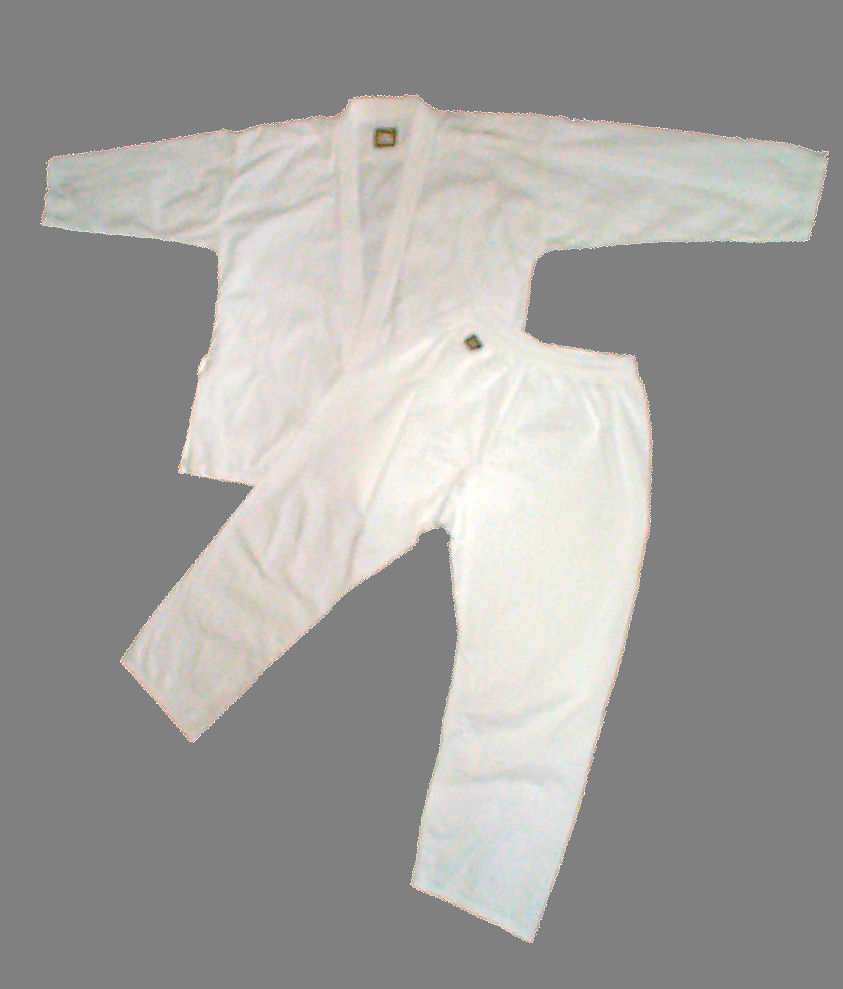
Keikogi

Jiu Jitsu wird barfuß und in einem speziellen Anzug (jap. Keikogi; kurz „Gi“) trainiert. In Deutschland werden teilweise auch Mattenschuhe getragen. Dies ist vor allem in Schulen und Vereinen der Budo-Akademie-Europa der Fall. Für Männer ist es unüblich, ein T-Shirt unter dem Gi zu tragen; Frauen hingegen dürfen aufgrund anatomischer Gesichtspunkte ein Unterhemd/T-Shirt/Sport-BH unter dem Gi tragen. Beide Geschlechter tragen unter dem Gi Unterwäsche und bei Bedarf ein Suspensorium (Tiefschutz).
Das Jiu Jitsu-Training beinhaltet Aspekte, die besondere Kleidung notwendig machen. Die Kleidung (meist aus Baumwolle) muss so robust sein, dass sie nicht reißt, wenn an ihr gezogen wird, aber auch so flexibel, dass sich der Jiu-Jitsuka gut darin bewegen kann. Für das Jiu Jitsu-Training können robustere Judo-Anzüge, eher dünnere Karate-Anzüge und seit neuester Zeit auch spezielle Jiu Jitsu-Gi, z. B. mit Beinverstärkungen für Bodenkampf, getragen werden. Die einheitliche Trainingskleidung beim Jiu Jitsu besteht aus folgenden Elementen:
- Keikogi – ein Anzug in traditionell weißer Farbe – Farbe und Form können von Verband zu Verband unterschiedlich sein:
  - Zubon – eine an der Hüfte geschnürte Hose mit Schnür- oder Elastikbund und
  - Uwagi – eine robuste Jacke oft mit leichter Schnürung innen, jedoch ohne Knöpfe oder Reißverschlüsse und
  - Obi – ein farbiger (für die Bedeutung der Gurtfarbe siehe → Graduierungen im Jiu Jitsu), auf bestimmte Weise gebundener Gürtel hält die Jacke zusammen.

Die Einführung einheitlicher Kleidung und eines Graduierungssystems in den Kampfkünsten ist im sozio-historischen Kontext Japans zu verstehen: Die Bedeutung der traditionellen Kriegskünste ging durch die Modernisierung und Verwestlichung Japans in der Meiji-Restauration – in welcher der Samurai-Stand aufgelöst wurde und Faustfeuerwaffen eingeführt wurden – weitestgehend zurück. Erst mit dem wachsenden japanischen Nationalismus gewannen die klassischen Kampfkünste wieder an Bedeutung. Sie wurden nicht mehr als obsolet, sondern als wichtiger Bestandteil der kulturellen und nationalen Identität gesehen. Kōdōkan-Gründer Kanō Jigorō passte seine Kampfkunst der nationalistisch-militaristischen Zeit an und führte uniforme Trainingskleidung und das Gürtelsystem ein. So kann die einheitliche Kleidung als Uniform, das Graduierungssystem nach Gürtelfarben als Hierarchie militärischer Dienstgrade und die Aufstellung in „Reih und Glied“ als militärische Formation gesehen werden.

## Graduierung im modernen Jiu Jitsu

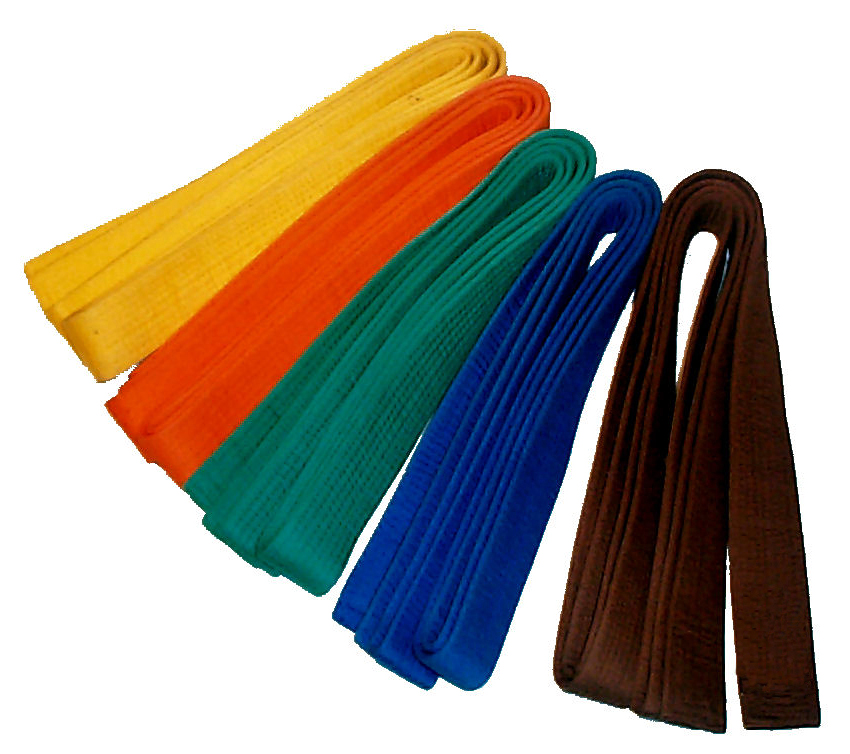
Die Gürtelfarben der Schülergrade beim Jiu Jitsu

Im Dōjō beim Jiu Jitsu herrscht eine hierarchische Gliederung: die Lehrer (japanisch 先生 Sensei) und die Schüler. Die Graduierung bzw. das Können im Jiu Jitsu wird durch die Farbe des Gürtels (japanisch 帯 Obi) deutlich – was heute typisch für viele – vor allem japanische – Kampfkünste ist. Kanō Jigorō, Gründer des Kodokan-Judo, hat dieses System im 19. Jh. erstmals verwendet. Vorher gab es kein Graduierungssystem nach Gürtelfarben in den Kampfkünsten aus Japan und Okinawa.
Generell wird in Schüler- (Kyū) und Meistergrade (Dan) unterschieden, wobei jedem Grad eine bestimmte Gürtelfarbe zugeordnet ist. Jeder fängt mit einem Weißgurt (6. Kyū bzw. 9. Kyū) an und unterzieht sich einer Gürtelprüfung, um zum nächsthöheren Gürtelgrad zu gelangen. Das Ablegen von Prüfungen dient vielfach als Ansporn und Bestätigung des Erreichten, ähnlich wie in vielen anderen Bereichen des Alltags.
In Abhängigkeit vom angestrebten Kyū- oder Dan-Grad werden das Prüfungsprogramm und die Wartezeit – vom jeweiligen Verband – festgelegt. In der Prüfung selbst wird auf viele Teilaspekte geachtet. Dabei wird neben der dynamischen und korrekten Technikausführung auch auf Haltung, Aufmerksamkeit, Kampfgeist, Konzentration und Willen des Prüflings Wert gelegt. Für ein Bestehen werden auch weitere Werte wie die Einstellung, das regelmäßige Erscheinen beim Training, die Pünktlichkeit, das Partnerverhalten bei der Prüfung etc. beachtet, so dass letztendlich der Gesamteindruck entscheidet.

### Schülergrade – Kyū-Grade (Mudansha)
Im Deutschen Jiu Jitsu Bund (DJJB), n der Deutschen Jiu-Jitsu-Union (DJJU), im Deutschen Jiu-Jitsu-Ring Erich Rahn (DJJR), im Deutschen Dan-Kollegium (DDK) und auch im Jiu Jitsu Verband Österreich (JJVÖ) gilt eine sechsstufige Unterteilung der Schülergrade, nach der sich auch die in Deutschland weniger etablierten Dachverbände, beispielsweise die World Ju Jitsu Federation (WJJF), in Deutschland richten:
|             | 6. Kyū        | 5. Kyū        | 4. Kyū         | 3. Kyū        | 2. Kyū        | 1. Kyū         |
| ----------- | ------------- | ------------- | -------------- | ------------- | ------------- | -------------- |
| Gürtelbild  | Weißer Gürtel | Gelber Gürtel | Oranger Gürtel | Grüner Gürtel | Blauer Gürtel | Brauner Gürtel |
| Gürtelfarbe | weiß          | gelb          | orange         | grün          | blau          | braun          |

### Meistergrade – Dan-Grade (Yūdansha)

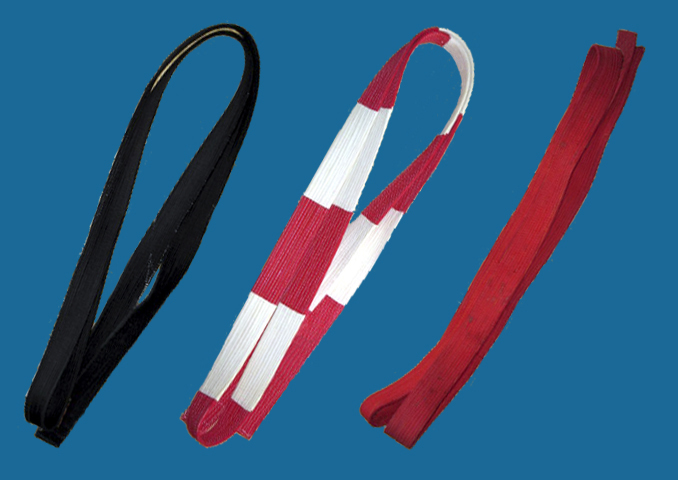
Die Gürtelfarben der Meistergrade beim Jiu Jitsu

Die Aufteilung in zehn Meistergrade ist allgemein üblich bei japanischen Kampfkunst- bzw. Kampfsportarten. Für die Meistergrad-Prüfungen gibt es festgelegte Kriterien und Prüfungsprogramme – ebenfalls von Verband zu Verband unterschiedlich. Der technische Anteil der Dan-Träger (有段者, Yūdansha, wörtlich „Person mit Dan“) wird dabei freier, so dass die Prüflinge ihr Repertoire von Abwehrtechniken selbst erarbeiten müssen, und der theoretisch-philosophische Prüfungsanteil erhöht sich erheblich. Dabei ist in den meisten Verbänden die Prüfung zum fünften Dan die letzte technische Prüfung, die abgelegt werden kann, und weitere Graduierungen werden für außergewöhnliche Leistungen im bzw. für den Verband verliehen.

#### Deutschland
Dem 1. bis 5. Dan entsprechend werden schwarze Gürtel getragen. Der 6. bis 8. Dan werden durch einen rot-weißen Gurt sichtbar und der 9. und 10. Dan durch einen roten Gürtel. Zusätzlich können zur Unterscheidung Streifen – deren Anzahl dem jeweiligen Dan-Grad entspricht – auf den Gurt genäht oder gestickt werden. Je nach Verband kann es noch alternative Gürtelfarben geben.
|             | 1. Dan           | 2. Dan           | 3. Dan           | 4. Dan           | 5. Dan           | 6. Dan a          | 7. Dan a          | 8. Dan a          | 9. Dan       | 10. Dan      |
| ----------- | ---------------- | ---------------- | ---------------- | ---------------- | ---------------- | ----------------- | ----------------- | ----------------- | ------------ | ------------ |
| Name        | Shodan           | Nidan            | Sandan           | Yondan           | Godan            | Rokudan           | Nanadan           | Hachidan          | Kyūdan       | Jūdan        |
| Gürtelbild  | Schwarzer Gürtel | Schwarzer Gürtel | Schwarzer Gürtel | Schwarzer Gürtel | Schwarzer Gürtel | Rot-weißer Gürtel | Rot-weißer Gürtel | Rot-weißer Gürtel | Roter Gürtel | Roter Gürtel |
| Gürtelfarbe | schwarz          | schwarz          | schwarz          | schwarz          | schwarz          | rot-              | rot-              | rot-              | rot          | rot          |
| Gürtelfarbe | schwarz          | schwarz          | schwarz          | schwarz          | schwarz          | weiß              | weiß              | weiß              | rot          | rot          |

#### Österreich

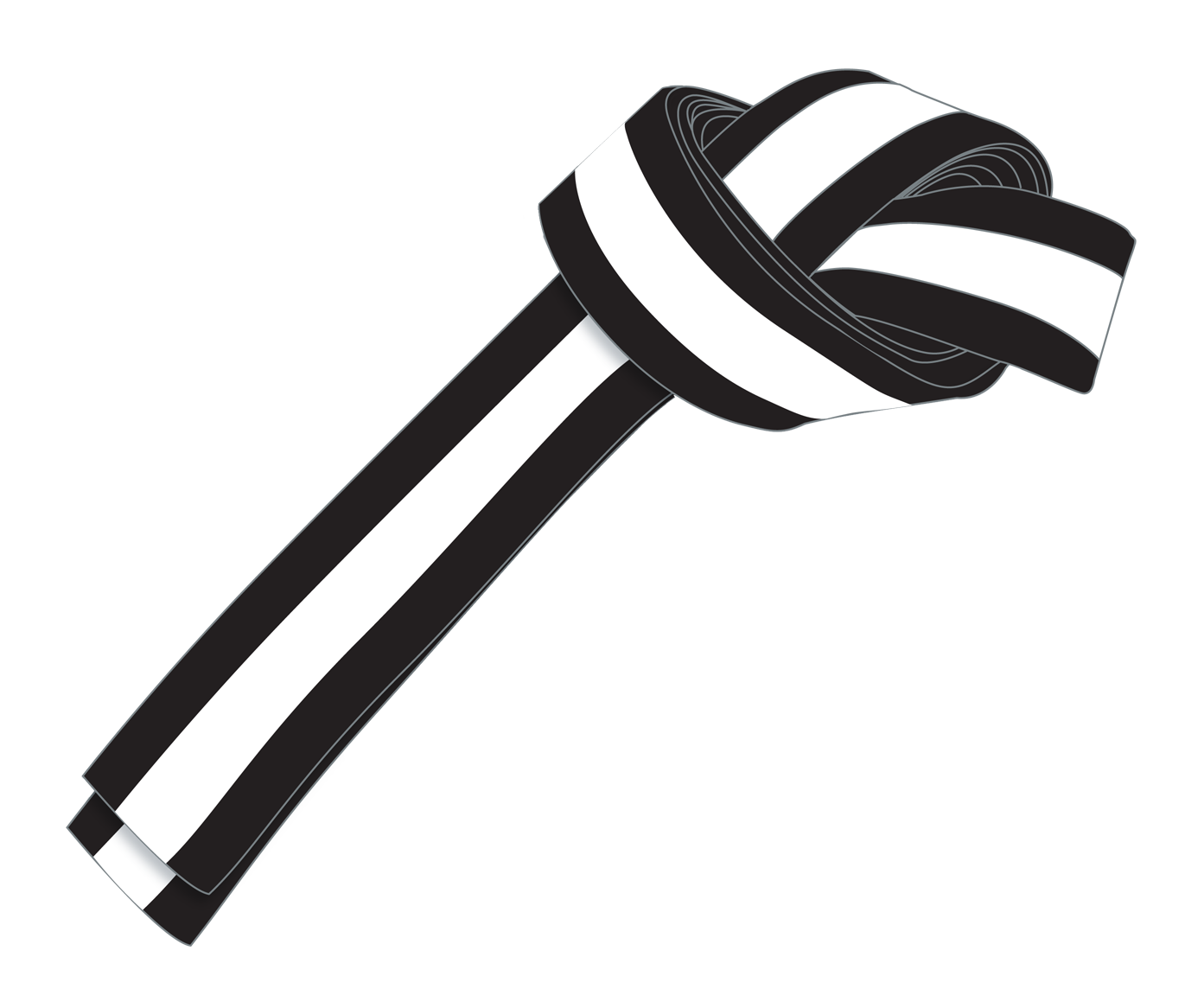
Der Junior Black Belt wird durch einen schwarzen Gürtel mit weißem Längsstreifen gekennzeichnet.

Zum Überbrücken des Mindestalters zwischen 1. Kyū (15 Jahre) und 1. Dan (18 Jahre) wurde ein „Junior Black Belt“ eingeführt. Das Prüfungsprogramm für diesen entspricht dem 1. Dan und ermöglicht es bereits ein Jahr früher – also mit 17 Jahren – zur regulären Shodan-Prüfung anzutreten.
Alle zehn regulären Dan-Grade werden durch einen schwarzen Gürtel (Kuro-Obi), optional auch mit der entsprechenden Zahl von Querstreifen am Gürtelende, gekennzeichnet. Darüber hinaus sind noch Alternativen anerkannt:
|                  | regulär          | alternativ           | alternativ        | alternativ   |
| 1.–10. Dan       | 4.–5. Dan        | 6.–8. Dan            | 9.–10. Dan        |              |
| ---------------- | ---------------- | -------------------- | ----------------- | ------------ |
| Gürtelbild       | Schwarzer Gürtel | Rot-schwarzer Gürtel | Rot-weißer Gürtel | Roter Gürtel |
| Gürtelfarbe      | schwarz          | rot-                 | rot-              | rot          |
| Gürtelfarbe      | schwarz          | schwarz              | weiß              | rot          |
| Jap. Bezeichnung | Kuro obi         | – a                  | Kohaku obi        | Aka obi      |

## Verbände
Das moderne Jiu Jitsu ist eine sehr vielseitige Selbstverteidigung, bei der es vielfach vom Lehrer abhängt, welche Schwerpunkte im Training und in den Abwehrtechniken gesetzt werden. Daher haben sich in Deutschland nicht einer, sondern mehrere Jiu-Jitsu-Verbände etabliert, was auch aus der komplexen geschichtlichen Entwicklung resultiert. Einige bedeutende bundesweite und internationale Verbände sind im Folgenden aufgeführt.

### Deutschland
- Budo-Akademie-Europa (B-A-E)[20]
- Deutscher Fachsportverband für Jiu-Jitsu e. V. (DFJJ)[21]
- Deutsche Jiu-Jitsu-Union e. V. (DJJU)[22]
- Deutscher Jiu Jitsu Bund e. V. (DJJB)
- Deutscher Jiu-Jitsu-Ring Erich Rahn e. V. (DJJR)
- Deutscher Ju-Jutsu-Verband e. V. (DJJV)
- Deutsches Dan-Kollegium e. V. (DDK)
- Kodokan Budo-Verband Deutschland e. V. (KBVD)[23]
- World Ju Jitsu Federation Deutschland e. V. (WJJF-D)[24]

### Österreich
- Jiu Jitsu Verband Österreich (JJVÖ)
- Österreichischer Jiu-Jitsu-Bund (ÖJJB) (aufgelöst seit 19. Januar 2008)
- World Kobudo Federation Austria (WKF-A) (Ausgliederung als autonome Sektion vom JJVÖ ab 31. Oktober 2009; marginale „Verbandstätigkeit“ vorhanden)

### Schweiz
- Schweizerischer Judo & Ju-Jitsu Verband (SJV)
- World Ju Jitsu Federation Schweiz (WJJF-S)

### International
- Ju-Jitsu International Federation (JJIF)
- Ju-Jitsu European Union (EJJF oder JJEU)
- Federation of Nippon Jiu Jitsu and Yaku Kobu Jitsu (FNY)
- United Nations of Ju-Jitsu (UNJJ)
- World Ju Jitsu Federation (WJJF)
- Jiu Jitsu International (JJI)
- Europäischer Nippon Jiu Jitsu Verband (ENJJV)[25]
- International Budo Association[26]
- International Jujitsu Federation (IJJF)[27]
- World Budo & Kobudo Federation (WBKF)

## Großmeister
| Name                  | Graduierung | Anmerkung |
| --------------------- | ----------- | --- |
| Erich Ebetshuber      | 10. Dan     | (* 1939; † 2023); ehem. Vorsitzender Senat I (Verleihungen und Titel) des JJVÖ |
| Josef Ebetshuber      | 10. Dan     | (* 1905; † 1988) Hanshi; ehemaliger Präsident und Chefinstruktor des WJJC; 10. Dan Judo-Do; 7. Dan Judo; 4. Dan Kung Fu Onkel von Erich Ebetshuber |
| Ditmar Gdanietz       | 10. Dan     | (* 1943; † 2008); Ehrenpräsident des DJJR; ehemaliger Cheftrainer und erster Vorsitzender des DJJR; Leiter der Sportschule Rahn von 1972 bis 2007; Schüler von Erich Rahn |
| Klaus Härtel          | 10. Dan     | Vorsitzender der Deutschen Kampfkunst Föderation e. V. |
| Ignac Hizman          | 10. Dan     | (* 1949); ehemaliger Nationaltrainer; 6. Dan Karate; Vorsitzender Senat I (Verleihungen und Titel) des JJVÖ |
| Jochen Kohnert        | 10. Dan     | (* 1942; † 2020); Mitbegründer der DJJU; ehemaliger Prüfungswart der JJU-NW (Landesverband NRW der DJJU); achtfacher deutscher Meister und Europameister im Jiu-Jitsu |
| Siegfried Lory        | 10. Dan     | (* 1943); Präsident des internationalen Fachverbandes für asiatische Kampfsportarten (IFAK); Bundestrainer im IFAK; Präsident des bayerischen Fachverbandes für asiatische Kampfsportarten (BFAK); Bundestrainer im BFAK; Justizbeamter a. D.                                   |
| Dieter Lösgen         | 10. Dan     | (* 1942); Hanshi; Präsident des DJJB; Bundestrainer im DJJB; Gründungsmitglied und Präsident der Korporation Internationaler Danträger e. V.; Repräsentant für Deutschland im Jiu Jitsu Weltverband United Nations of Ju-Jitsu; Sport-Physiotherapeut und Heilpraktiker         |
| Hans-Gert Niederstein | 10. Dan     | (* 1928; † 1985); Präsident des DJJB; Gründungsmitglied und Präsident der Korporation Internationaler Danträger e. V. |
| Joachim Peters        | 10. Dan     | Sōke, Präsident der World Budo & Kobudo Federation; 6. Dan Judo; 6. Dan Kobudō |
| Erich Rahn            | 10. Dan     | (* 1885; † 1973); Pionier des Jiu Jitsu und Judo in Deutschland; Gründer des DJJR; Gründer der ersten Jiu Jitsu Schule Deutschlands – der Sportschule Rahn |
| Lothar Sieber         | 10. Dan     | Vorsitzender des Großmeisterkollegiums des DJJR; Mitglied und Ehrenpräsident des „Deutschen Dan-Träger und Budo-Lehrer Verbandes e. V.“; Ehrenpräsident des „Idokan Polska“; Shihan; Heilpraktiker                                                                              |
| Franz Strauß          | 10. Dan     | (* 1933; † 2014) Shihan; ehemaliger geschäftsführender Präsident des ÖVWS; ehemaliger Präsident des WJJKO Österreichs; ehemaliger Branch Director IMAF Österreich; ehemaliger geschäftsführender Präsident des ÖJJB; Schüler von Josef Ebetshuber; 10. Dan Judo-Do; 3. Dan Judo |
| Horst Weiland         | 10. Dan     | (* 1928; † 2007); Gründer der Budo-Akademie-Europa; Gründer der Kampfkünste Anti-Terrorkampf, Ajukate, All-Style-Do-Karate und Fight of Knife |
| Franz Knafl           | 0 9. Dan    | Hanshi; Vorsitzender der technischen Kommission des JJVÖ |
| Günter Painter        | 0 9. Dan    | (* 1961); Kyōshi; Präsident JJVÖ-LV Kärnten; Referat Kobudō des JJVÖ; Sōke Kobukai Budo Do |
| Hannelore Sieber      | 0 9. Dan    | ehemalige Präsidentin des DJJR; Ehefrau von Lothar Sieber |
| Günther Stein         | 0 9. Dan    | Vertreter des European Dan College (EDC) |